# Трансаминирование
Трансаминирование — биохимическая ферментативная реакция обратимого переноса аминогруппы с аминокислоты на кетокислоту без промежуточного образования аммиака.
Механизм реакции открыт в 1937 г. А. Е. Браунштейном и М. Г. Крицман.
Ферменты, катализирующие процесс, назвали трансаминазами, или аминотрансферазами.
Константа равновесия ферментативной реакции трансаминирования приблизительно равна 1, то есть направление протекания процесса переноса аминогруппы определяется концентрацией субстратов и продуктов в клетке. Одна и та же реакция трансаминирования может протекать в разных направлениях в разных частях клетки. Следовательно трансаминирование служит как для анаболизма, так и для катаболизма аминокислот, то есть является амфиболическим процессом.
Лизин, треонин, пролин и гидроксипролин не участвуют в реакциях трансаминирования.
Продуктами чаще всего являются аланин, аспартат и глутамат, так как соответствующие им кетокислоты образуются в процессе метаболизма углеводов. Трансаминирование играет важную роль в процессах мочевинообразования, глюконеогенеза, путях образования новых аминокислот. Трансаминирование аминокислот с образованием глутаминовой кислоты в сочетании с её дезаминированием НАД(Ф)-зависимой глутаматдегидрогеназой называется непрямым дезаминированием аминокислот (трансдезаминирование).